# Essen (hout)

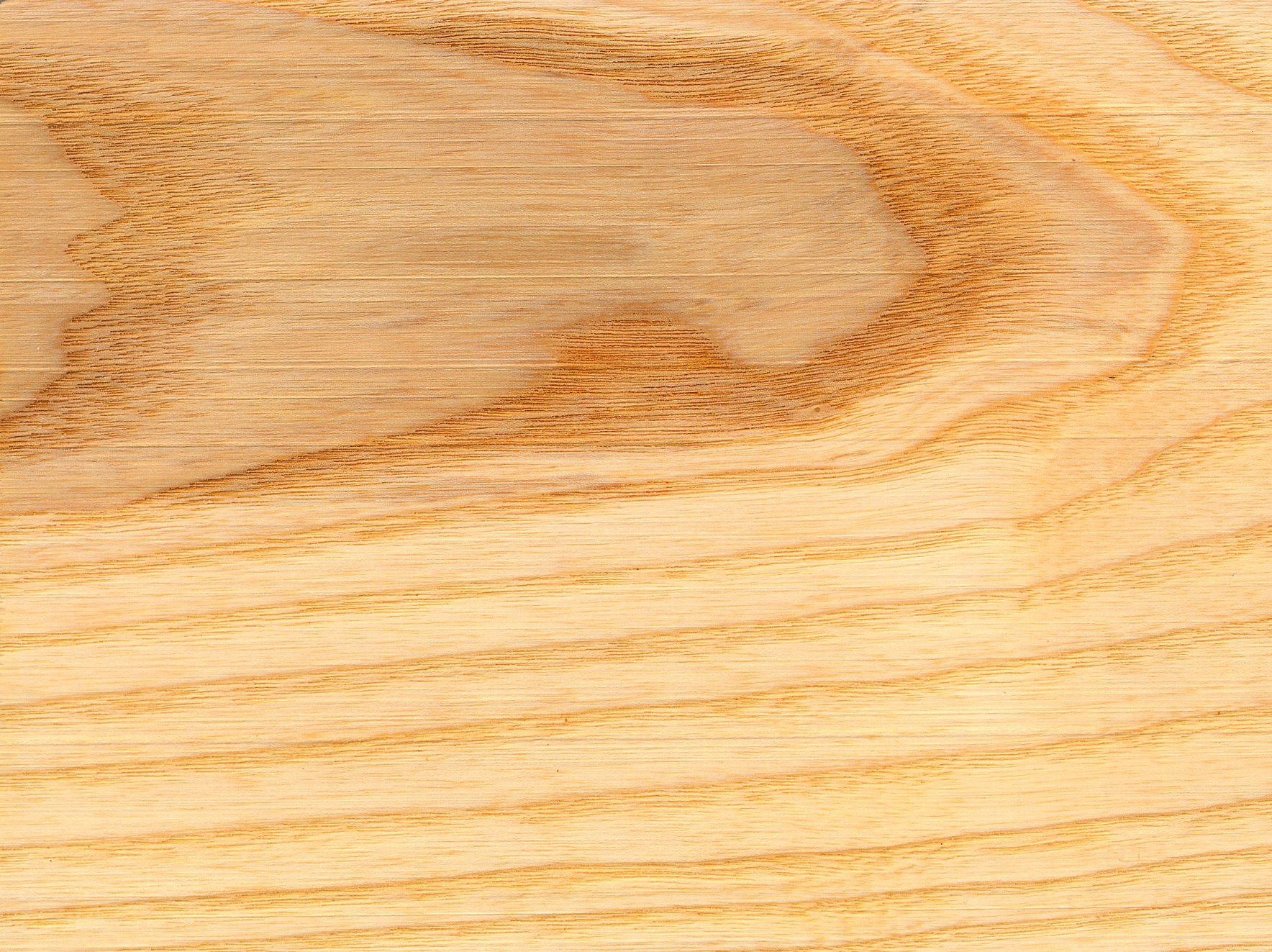
Dosse oppervlak, met een deel kernhout

Essen, of ook wel essenhout, is een houtsoort, met een reputatie van heel taai en sterk te zijn. Het wordt vooral geleverd door de Es (Fraxinus excelsior), maar in feite ook door andere soorten uit dit geslacht (Fraxinus). 
De kleur varieert van wit tot geelachtig, met weinig waarneembaar onderscheid tussen kern en spinthout. Alleen bij exemplaren van zestig jaar of ouder tekent zich het  kernhout donkerbruin af. Voor zaaghout wordt meestal alleen het brede spinthout gebruikt. Het kernhout, dat enkel voor decoratieve toepassingen wordt gebruikt, wordt vaak olijfessen genoemd. Ook het spint kan echter decoratief zijn, vooral omdat het hout ringporig is: op het dosse vlak tekenen de groeiringen zich af als een vlamtekening: vanwege dit effect is dit hout gewild voor meubels, vloeren en trappen.
Het spint van West-Europees essen is lichtgekleurd (geelwit), taai en sterk. Vanwege de elasticiteit werd het vroeger gebruikt voor speren en handbogen en tegenwoordig voor toepassingen in de sport zoals honkbalknuppels en de liggers van gymnastiektoestellen. Verder veel voor gereedschapsstelen, zoals die van hamers, bijlen en spades. Hoe breder de groeiringen, hoe harder en sterker het hout.
Het hout is gemakkelijk te bewerken. De duurzaamheid van essenhout bij buitengebruik is echter laag en het hout valt dan ook in de duurzaamheidsklasse 5, de laagste klasse.

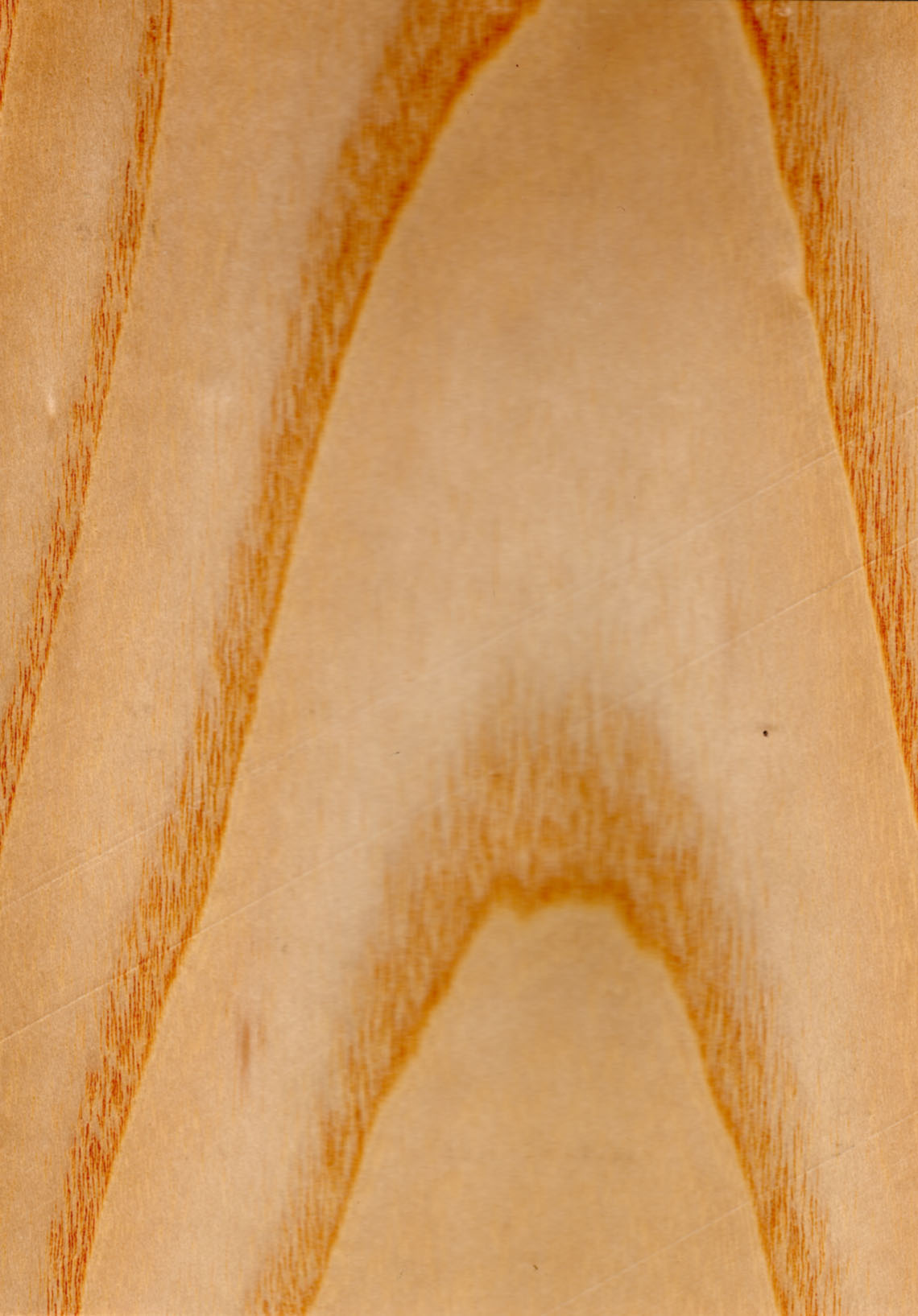
Dosse vlak
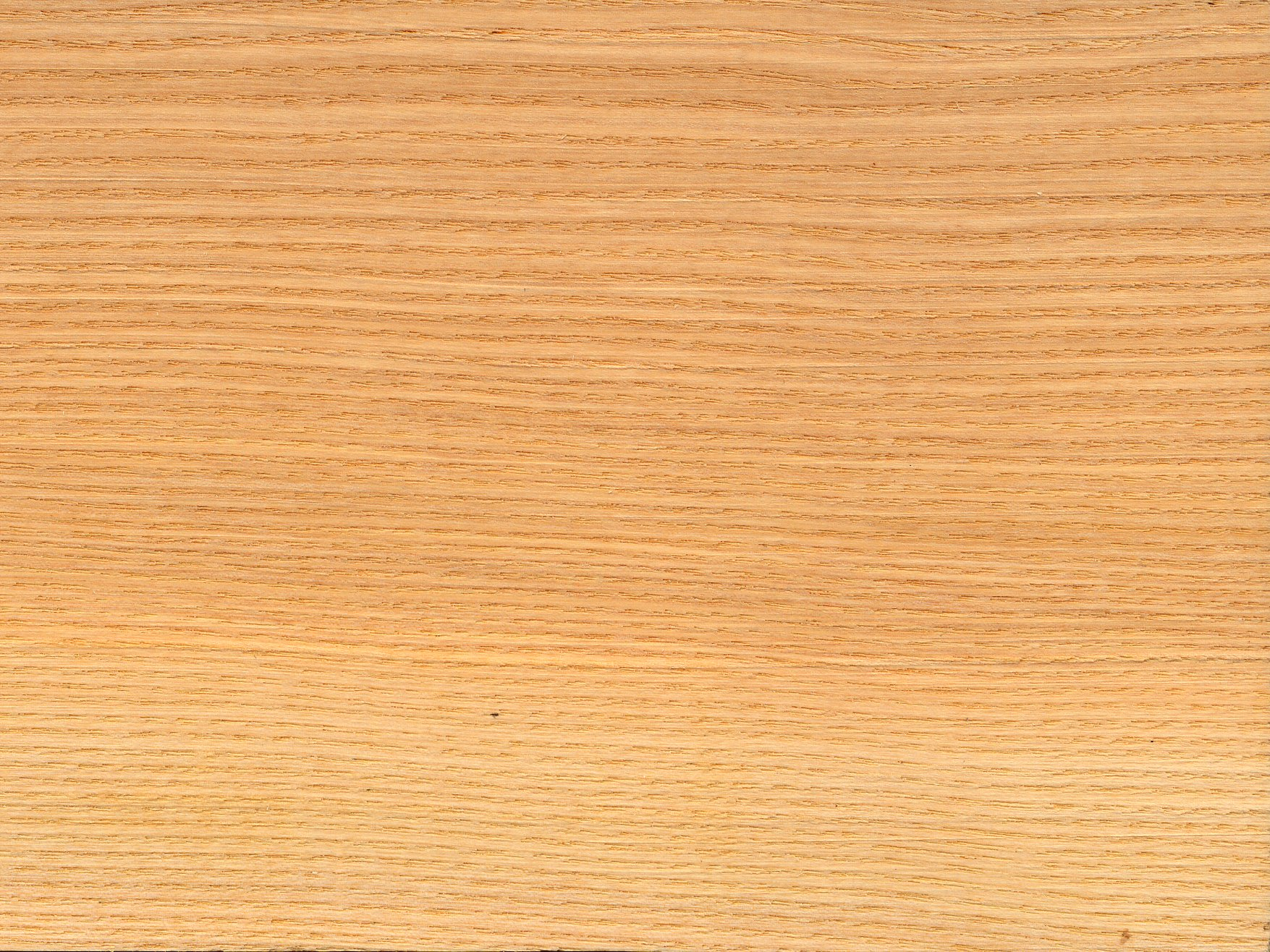
Kwartiers vlak
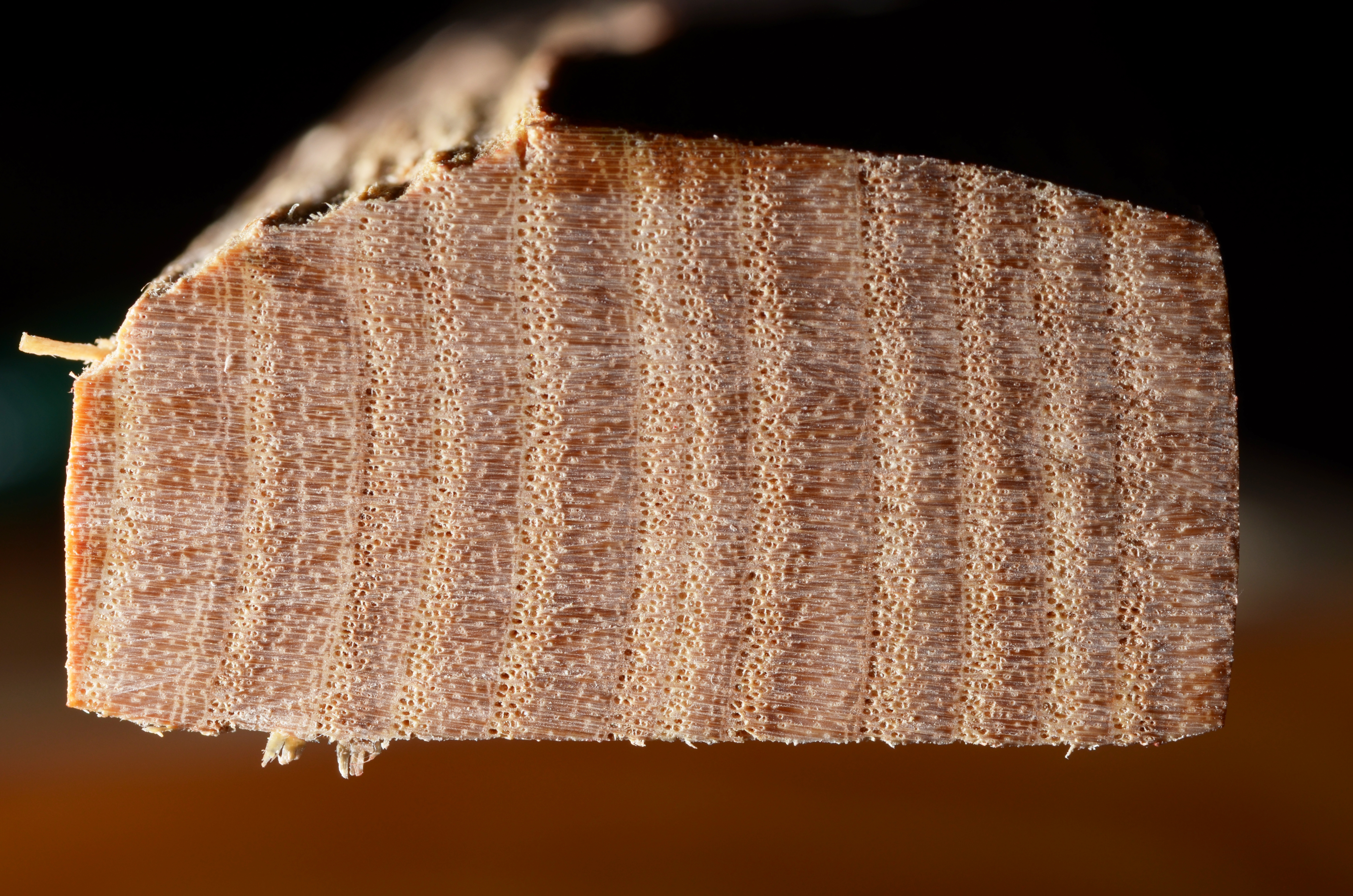
Kops vlak
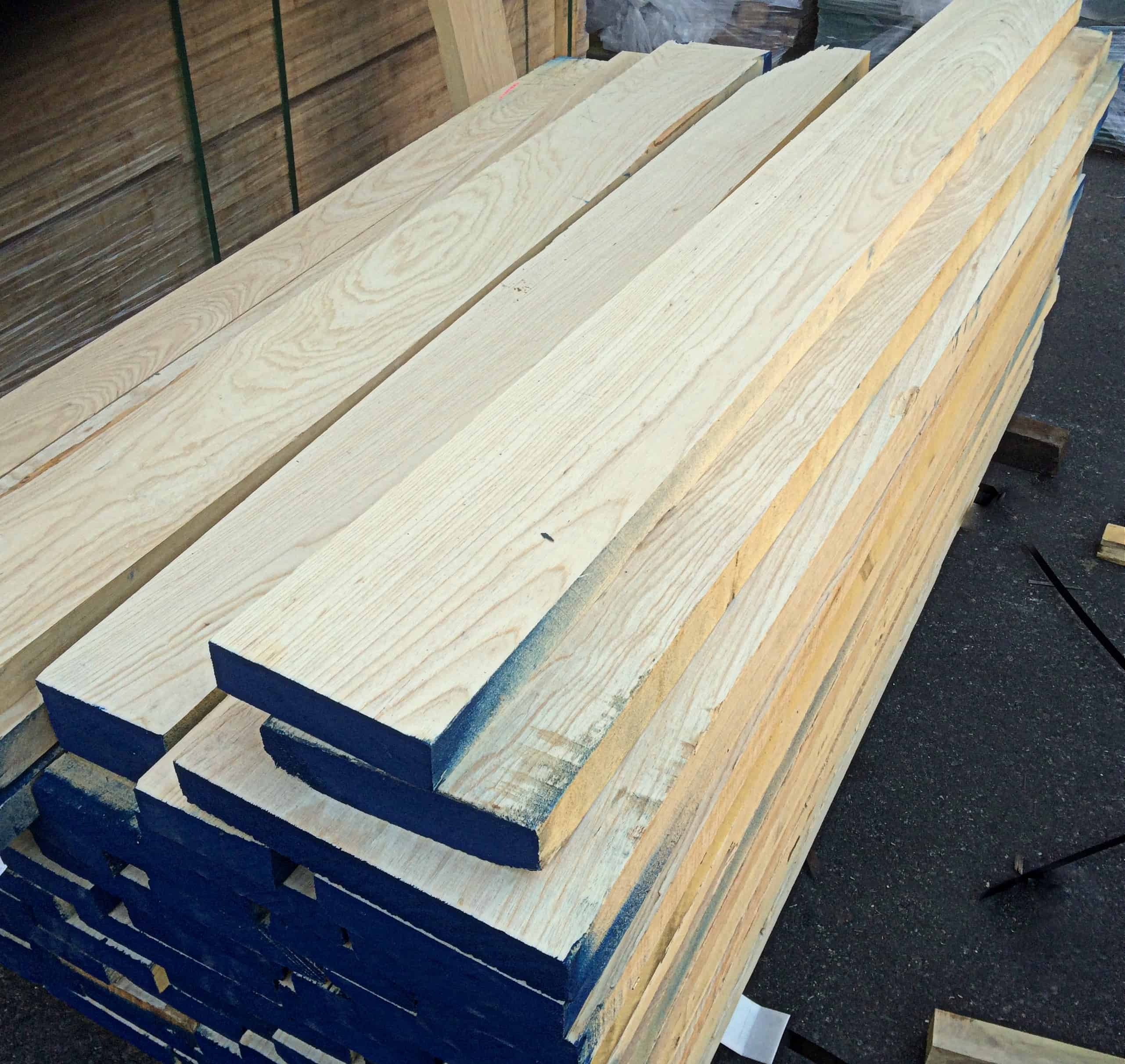
Amerikaans essen is vaak wat witter
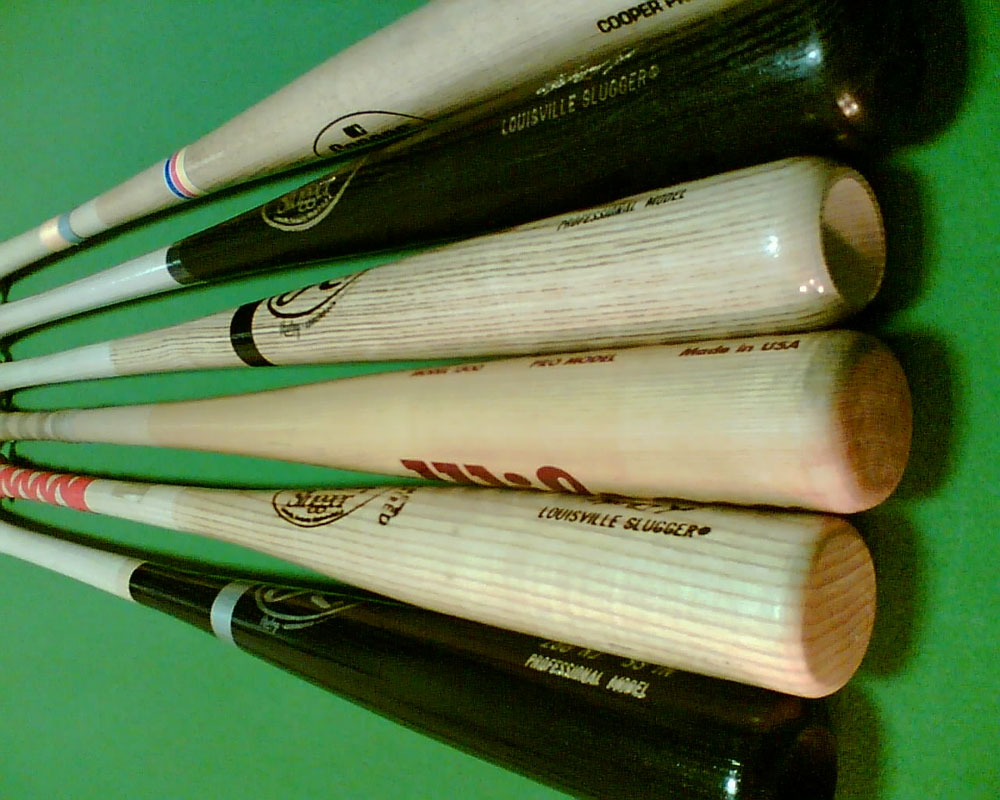
Honkbalbat
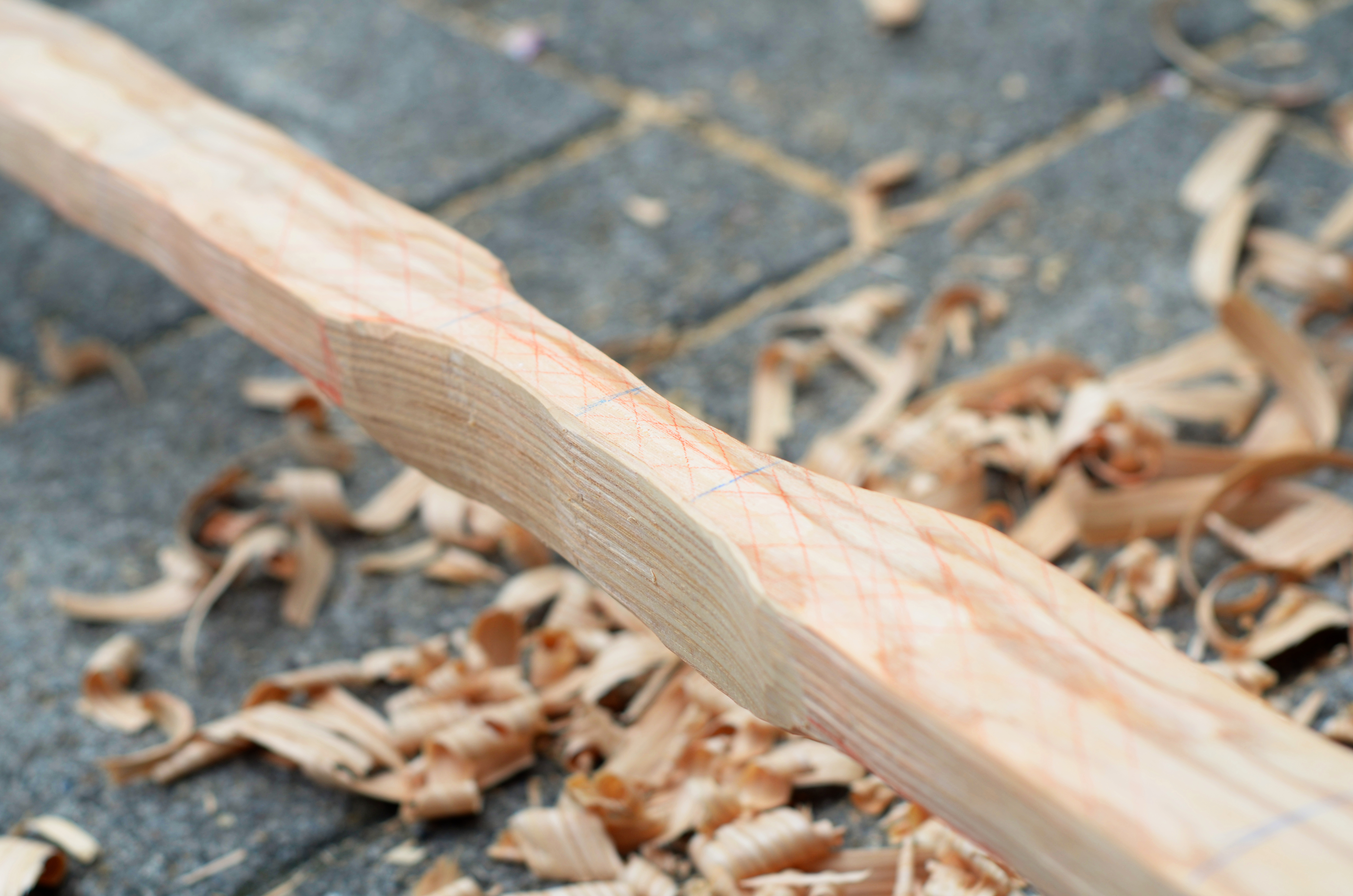
Handboog, detail
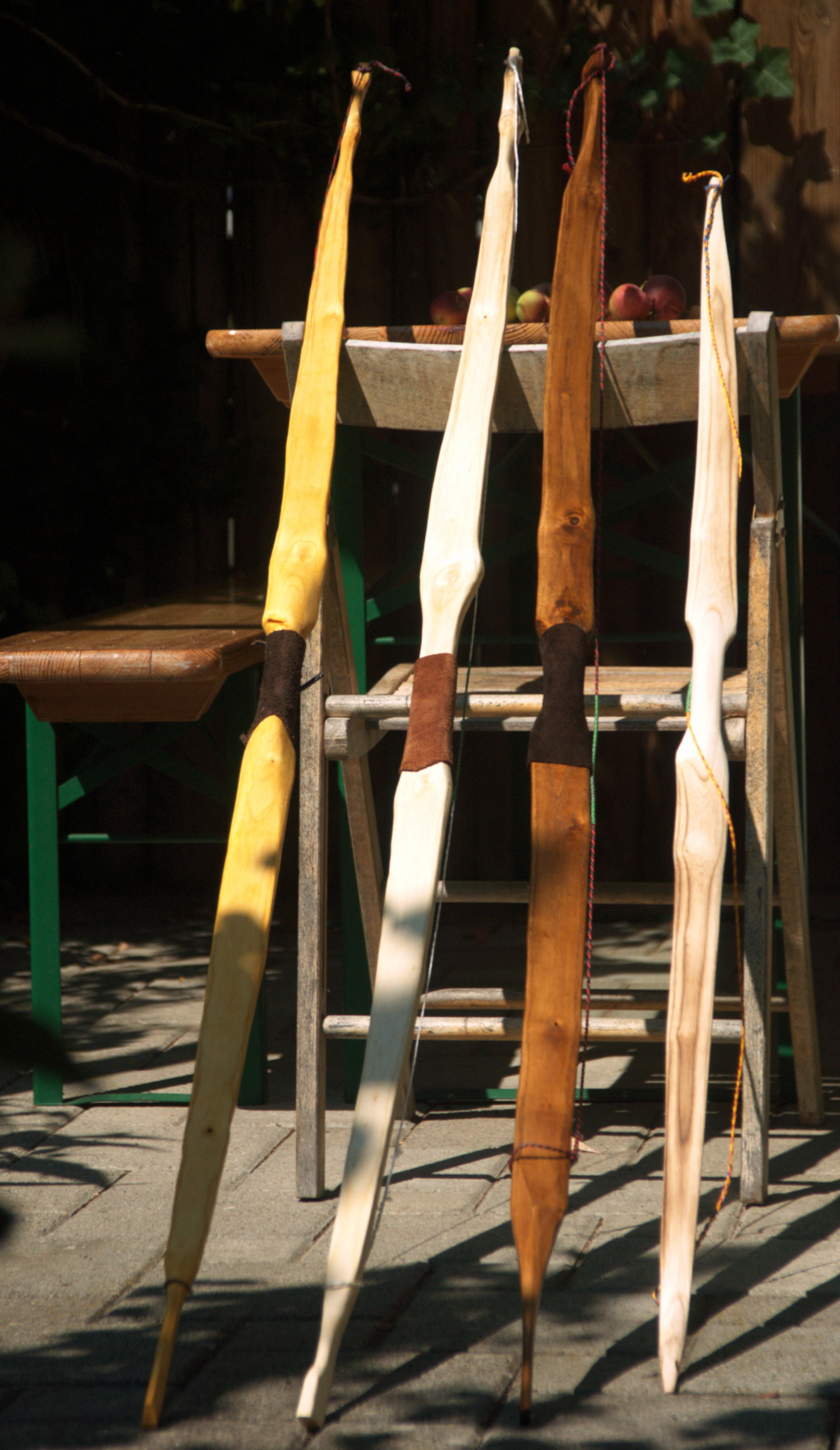
Handbogen
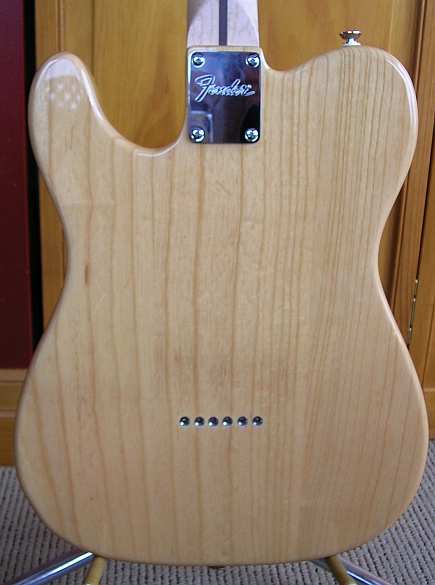
Gitaar
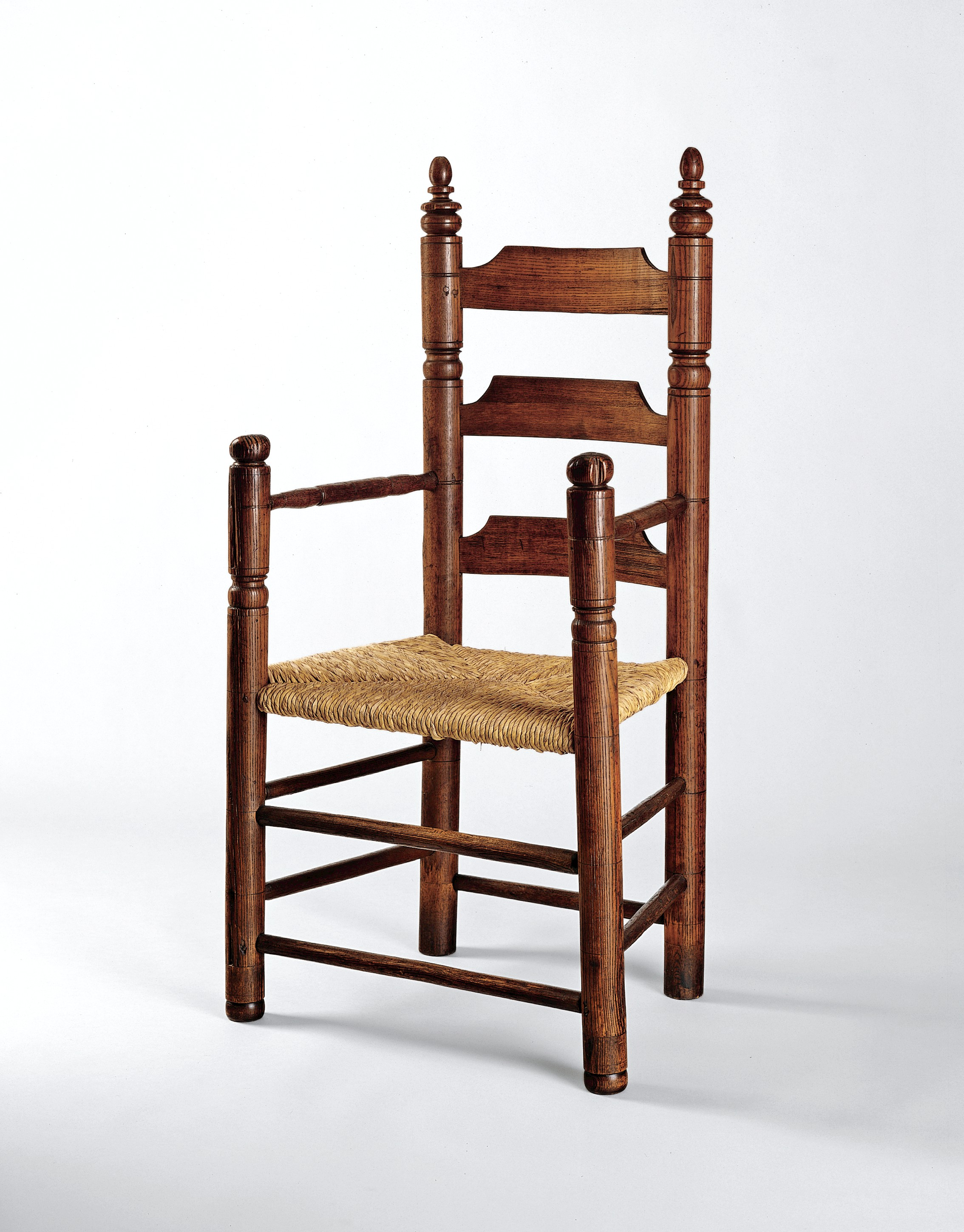
Stoel, 1650-1700
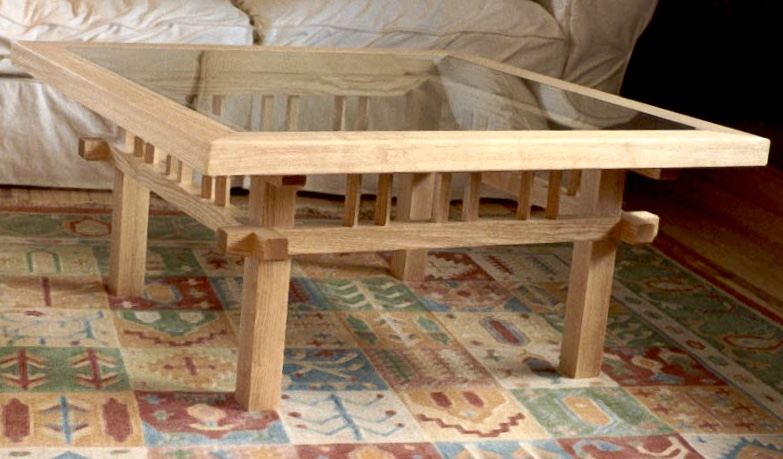
Hedendaags meubel